# Okwui Enwezor
Okwui Enwezor (Calabar, Nigeria, 23 de octubre de 1963-15 de marzo de 2019) fue un curador, crítico de arte, escritor, poeta y formador especializado en historia del arte de nacionalidad estadounidense y nacido en Nigeria de etnia igbo. Residió entre Nueva York y San Francisco.

## Biografía
En 1987 obtuvo un título universitario en ciencias políticas en la New Jersey City University.
Fue director artístico de la segunda edición de la Bienal de Johannesburgo organizada en Sudáfrica en 1997, que le mereció reconocimiento internacional. Más tarde fue también director artístico de la Bienal Internacional de Arte Contemporáneo de Sevilla.
Ejerció como responsable de asuntos académicos del San Francisco Art Institute hasta el otoño de 2009. Ocupó el cargo de profesor visitante en historia del arte en la University of Pittsburgh; en la Columbia University de Nueva York; en la Universidad de Illinois y en la Universidad de Umea (Suecia).  
Fue conservador adjunto del International Center of Photography de Nueva York y Joanne Cassulo Fellow en el Whitney Museum de la capital neoyorquina. En enero de 2001 fue nombrado director de la Haus der Kunst de Múnich.

## Curador

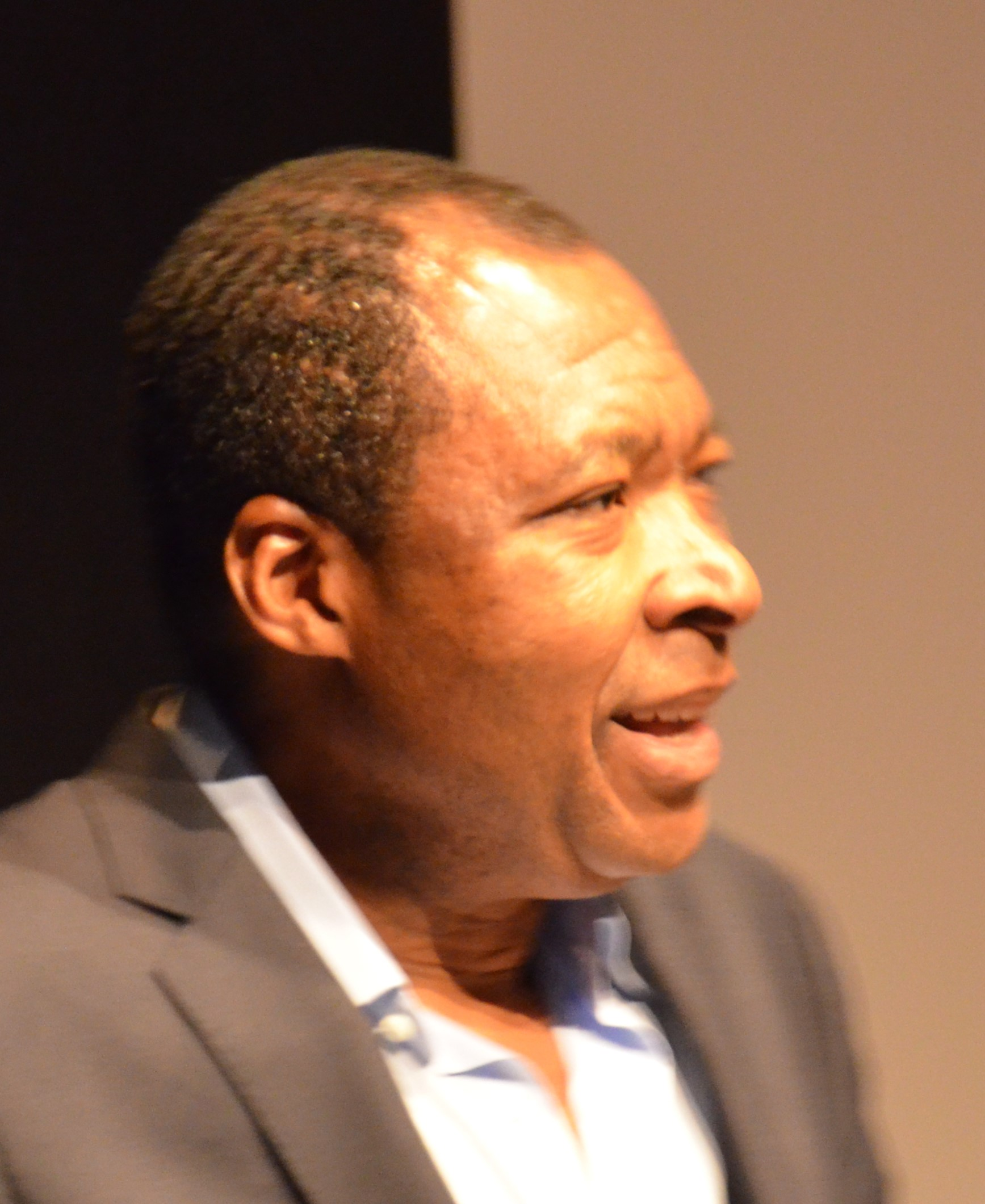
Okwui Enwezor

Enwezor fue director artístico  de la Documenta 11 (Alemania, 1998-2002) y la 2ª Bienal de Johannesburgo (1996-1997) y la 7ª Bienal de Gwangju (Corea del Sur, 2008). Fue comisario de numerosas exposiciones en algunos de los museos más prestigiosos del mundo, como «Archive Fever: Uses of the Document in Contemporary Art», en el International Center of Photography; «The Short Century: Independence and Liberation Movements in Africa, 1945–1994», en el Museum Villa Stuck de Múnich, el Gropius Bau de Berlín, el Museum of Contemporary Art de Chicago; Museum of Modern Art, New York; Century City, Tate Modern, Londres; Mirror’s Edge, Bildmuseet, Umeå, Vancouver Art Gallery, Vancouver, Tramway, Glasgow, Castello di Rivoli, Turín; «In/Sight: African Photographers, 1940–Present», en el Guggenheim Museum; «Global Conceptualism», en el Queens Museum de Nueva York, el Walker Art Center de Minneapolis, la Henry Art Gallery de Seattle, la List Gallery del MIT, Cambridge (Massachusetts); «David Goldblatt: Fifty One Years» en el Museo de Arte Contemporáneo de Barcelona, la AXA Gallery de Nueva York, el Palais des Beaux Art de Bruselas, la Lenbach Haus de Múnich, la Johannesburg Art Gallery de Johannesburgo, la Witte de With de Róterdam. Fue co-comisario de la Bienal de Escultura de Echigo-Tsumari, en Japón; co-comisario de la Bienal de Pintura Cinco Continentes, en Ciudad de México; «Stan Douglas: Le Detroit», Art Institute of Chicago, y comisario de la 2ª Bienal Internacional de Arte Contemporáneo de Sevilla (BIACS), nombrada "Lo desacogedor. Escenas fantasmas en la sociedad global", donde avanzó algunas de las tesis que desarrollaría luego en la Bienal de Venecia. 
Dirigió la exposición «The Rise and Fall of Apartheid» para el International Center for Photography de Nueva York, y «Meeting Points 6», una exposición multidisciplinar, y programas que «se desarrolló en nueve ciudades de Oriente Próximo, el norte de África y Europa, desde Ramala a Tánger pasando por Berlín, comenzando en Beirut en abril de 2011». Enwezor was also recently appointed the Artistic Director of the 2012 Paris Triennial
Okwui Enwezor participó en diversos jurados, órganos asesores y equipos de comisarios, colaborando con Carnegie International en 1999, la Bienal de Venecia, el premio Hugo Boss, el Guggenheim Museum, Foto Press (Barcelona), el Carnegie Prize, los premios Infinity del International Center for Photography, el Young Palestinian Artist Award (Ramala) y las bienales de El Cairo, Sevilla, Estambul, Sharjah y Shanghái.

## Publicaciones
Como escritor, crítico y editor, Enwezor contribuyó regularmente en numerosos catálogos de exposiciones, antologías y periódicos. Fue fundador editor y publicador del diario de crítica artística NKA: Journal of Contemporary African Art iniciado en 1994, y publicado actualmente por la Duke University Press.
Sus artículos aparecieron en diversas revistas, catálogos, libros, como: Third Text, Documents, Texte zur Kunst, Grand Street, Parkett, Artforum, Frieze, Art Journal, Research in African Literatures, Index on Censorship, Engage, Glendora o Atlantica. En 2008, la revista alemana 032c publicó una entrevista polémica realizada por el novelista alemán Joachim Bessing a Enwezor.
Entre sus libros destacan Contemporary African Art Since 1980 (Bolonia: Damiani, 2009), Antinomies of Art and Culture: Modernity, Postmodernity, Contemporaneity (Durham, Estados Unidos: Duke University Press, 2008), Reading the Contemporary: African Art, from Theory to the Marketplace (MIT Press, Cambridge e INIVA, Londres) y Mega Exhibitions: Antinomies of a Transnational Global Form (Wilhelm Fink Verlag, Múnich), Archive Fever: Uses of the Document in Contemporary Art y The Unhomely: Phantom Scenes in Global Society. Fue editor de la publicación en cuatro volúmenes de Documenta 11 Platforms: Democracy Unrealized; Experiments with Truth: Transitional Justice and the Processes of Truth and Reconciliation; Creolité and Creolization; Under Siege: Four African Cities, Freetown, Johannesburg, Kinshasa, Lagos (Hatje Cantz, Verlag, Stuttgart).
En 2006, Enwezor fue galardonado con el premio Frank Jewett Mather a la crítica de arte, entregado por la College Art Association.